# 義大利的艾瑪
義大利的艾瑪（義大利語：Emma d'Italia，約948年－987年後），西法蘭克王后，洛泰爾的妻子，義大利國王洛泰爾二世與阿德萊德的女兒。

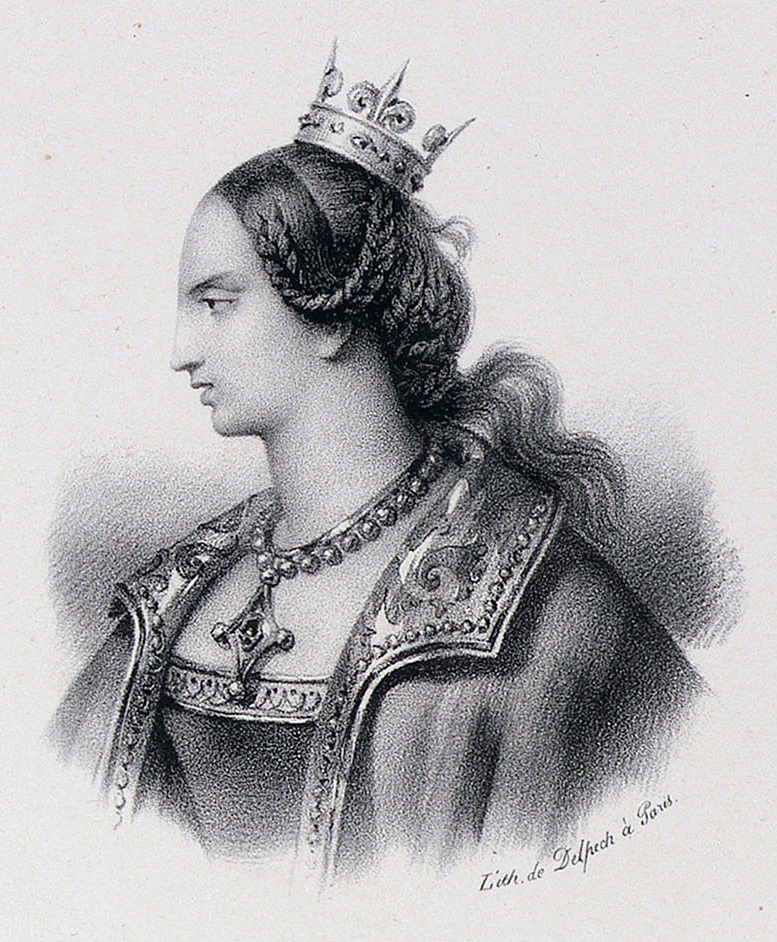
義大利的艾瑪

艾瑪於965年和洛泰爾結婚，兩人的兒子即為加洛林王朝的末代國王路易五世。